# Brachylophus vitiensis
Espèce
Statut de conservation UICN

 CR A2abce : 
En danger critique
Statut CITES
Brachylophus vitiensis est une espèce de sauriens de la famille des Iguanidae. En français, elle est nommée Iguane à crête des Fidji.

## Répartition
Cette espèce est endémique des Fidji.

## Description

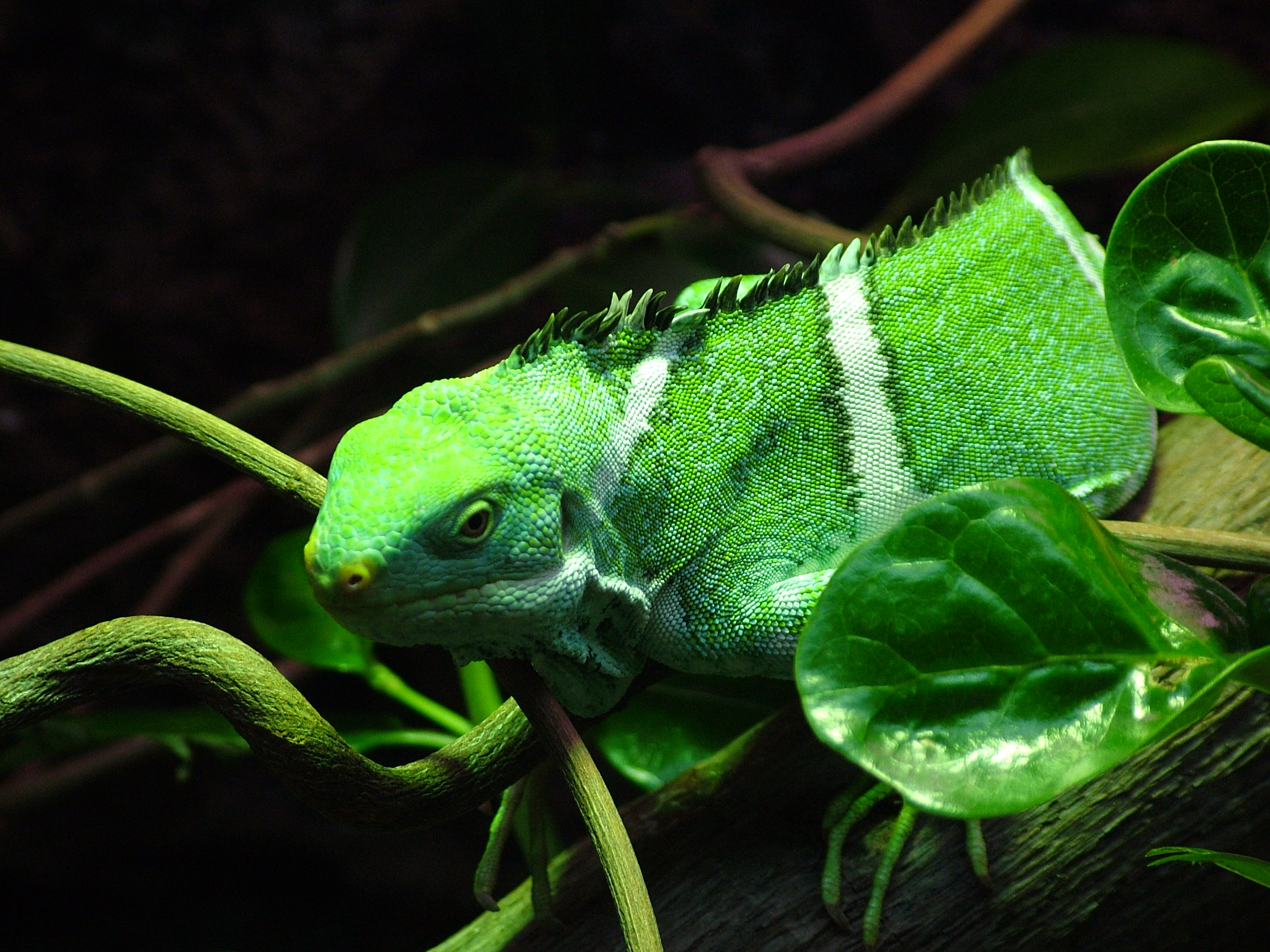
Brachylophus vitiensis

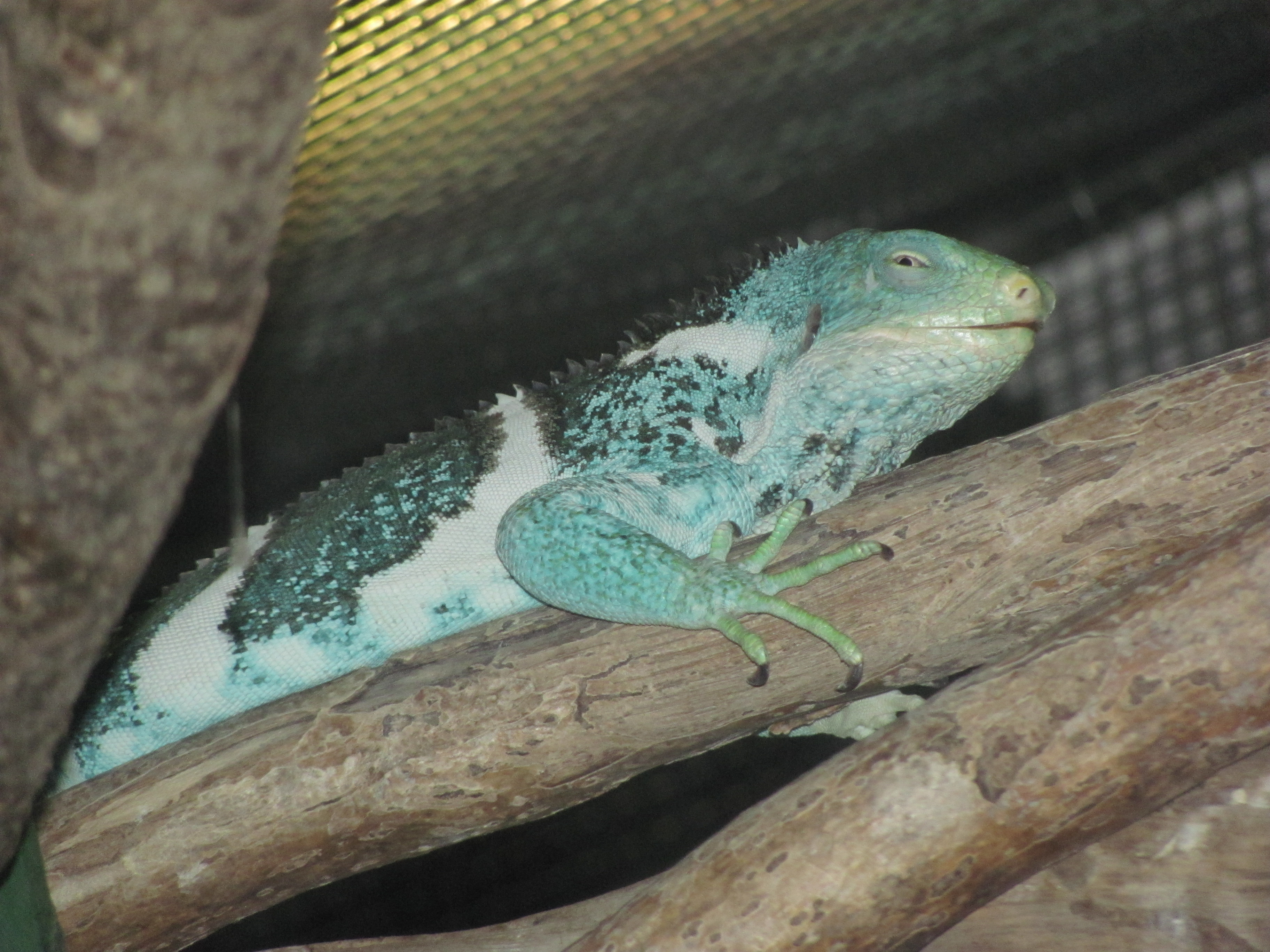
Brachylophus vitiensis

C'est un iguanes diurne et arboricole d'aspect trapu, avec une tête massive et une queue assez longue. Il est vert plus ou moins sombre, avec des bandes transversales plutôt fines vert très clair. Le dos est parcouru par une crête de taille modeste.
Il a été affirmé que l'espèce avait été décrite en 1981 après que l'herpétologiste John Gibbons eut remarqué, alors qu'il regardait Le Lagon bleu (1980) de Randal Kleiser, que l'animal filmé lui était inconnu. En fait, selon le magazine New Scientist, John Gibbons avait déjà annoncé la découverte des iguanes en question, tout en gardant le secret sur leur emplacement (l'île de Tadua Tabu) par souci de protection de l'espèce. La nouvelle attira l'attention sur les iguanes du film dont le tournage était en cours. Cependant le spécimen à crête qui y figure s'échappa avant que John Gibbons ait pu l'identifier. Ce n'est que plus tard, après avoir vu le film, qu'un professeur de l'université Cornell lui écrivit pour lui confirmer qu'il s'agissait bien de « son » iguane.

## Étymologie
Son nom d'espèce, composé de viti et du suffixe latin -ensis, « qui vit dans, qui habite », lui a été donné en référence au lieu de sa découverte, viti désignant les Fidji en fidjien.

## Publication originale
- Gibbons, 1981 : The biogeography of Brachylophus (Iguanidae) including the description of a new species, B. vitiensis, from Fiji. Journal of Herpetology, vol. 15, n. 3, p. 255.